# Paul Brannen
Paul Brannen, né le 13 septembre 1962 à Peterborough, est un homme politique britannique, membre du Parti travailliste. Il est député européen, représentant du Nord-Est de l'Angleterre, de 2014 à 2019.

## Biographie

### Jeunesse et études
Né à Peterborough, Brannen est éduqué à Tyneside, dans le Nord-Est de l'Angleterre. Il fait des études de théologie et de religion à l'Université de Leeds. Engagé dans la vie politique étudiante, il dirige la Leeds University Union, le syndicat étudiant de l'université.

### Carrière associative
Après l'université, Brannen travaille pour le Mouvement Anti-Apartheid, dirigeant la campagne contre les exécutions par le gouvernement raciste d'Afrique du Sud. Il se fait connaître en interrompant une conférence de presse tenue par Mike Gatting pour annoncer son attention de mener un tour de cricket rebelle en Afrique du Sud, brisant le boycott sportif international. Il rejoint ensuite Christian Aid, une association caritative religieuse, où il conduit des campagnes contre la pauvreté et, plus récemment, le changement climatique.

### Carrière politique
Pendant cinq ans, Brannen est conseiller local de Newcastle. Il tente deux fois de se faire élire membre de la Chambre des communes: en 1997 dans la circonscription de Berwick-upon-Tweed et en 2001 dans la circonscription d'Hexham. Aux deux élections, il échoue, terminant second. 
Deuxième de la liste travailliste aux élections européennes du 22 mai 2014 derrière Judith Kirton-Darling, il est élu au Parlement européen. Au sein du Parlement européen, il est membre de la Commission de l'agriculture et du développement rural et de la Délégation pour les relations avec les États-Unis. Il perd son siège lors des élections de mai 2019.